# Неофит-Рилски
Неофит-Рилски (болг. Неофит Рилски) — село в Болгарии. Находится в Варненской области, входит в общину Ветрино. Население составляет 864 человека. Село носит имя известного болгарского просветителя Неофита Рильского.